# Seriocarpa rhizoides
Seriocarpa rhizoides är en sjöpungsart som beskrevs av William Webster Diehl 1969. Seriocarpa rhizoides ingår i släktet Seriocarpa och familjen Styelidae. Inga underarter finns listade i Catalogue of Life.